# Alberto Oldani
Alberto Oldani (Arluno, 24 marzo 1924 – Magenta, 23 novembre 1998) è stato un calciatore italiano, di ruolo attaccante.

## Carriera
Dopo aver esordito nelle serie inferiori con il Parabiago, nel 1948 viene acquistato dalla Pro Patria, militante in Serie A. Con la formazione bustocca esordisce nella massima serie il 19 settembre 1948, nella sconfitta per 4-1 sul campo del Torino; a fine stagione colleziona 10 presenze con 2 reti, entrambe realizzate nella vittoria per 3-0 sul Padova.
Nella stagione successiva scende in Serie B, militando nel Legnano. In maglia lilla è poco impiegato (5 presenze e 1 gol), e a fine stagione scende ulteriormente di categoria passando al Varese, in Serie C, dove realizza 6 reti in 33 partite. Nel campionato 1951-1952 cambia ancora casacca trasferendosi nel settembre 1951 al Piacenza, sempre in terza serie. Con gli emiliani disputa la sua miglior stagione dal punto di vista realizzativo, mettendo a segno 8 reti in 19 partite; la promozione in Serie B, tuttavia, sfuma agli spareggi. Rimane al Piacenza anche per la stagione successiva, conclusa con un piazzamento di centroclassifica, prima di essere ceduto al Magenta nell'estate del 1953.
Prosegue la carriera con le maglie di Fox Arluno, Pro Sesto (in IV Serie), Arlunese e Vigevano.

## Palmarès

### Club

#### Competizioni nazionali
- Serie C: 1

Piacenza: 1951-1952